# Tat (ö i Danmark)
Tat är en ö i Danmark. Den ligger i den lilla ögruppen Ertholmene, 20 kilometer nordöst om Bornholm i Östersjön, 170 km öster om huvudstaden Köpenhamn. Ön är till storleken cirka 100 meter lång och 75 meter bred.  På ön finns också en äldre fyrbåk.